# Exportine

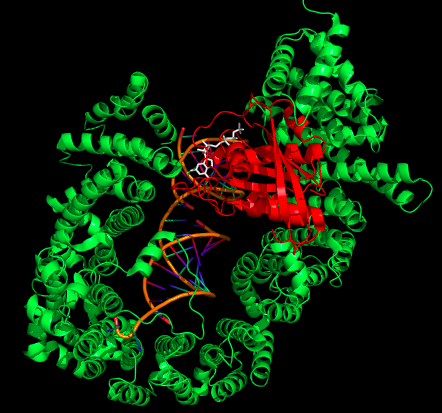
Ruimtelijke structuur van het exportine-5-complex. Het exportine-eiwit is groen, Ran is rood, het RNA is meerkleurig en GTP is wit.

Exportinen vormen een groep eiwitcomplexen in eukaryoten die het moleculair transport van de celkern naar het cytoplasma mogelijk maken. Exportinen behoren tot de karyoferinen. Het exportverkeer van de celkern naar het cytoplasma bestaat voornamelijk uit RNA-moleculen (zoals messenger RNA, transfer RNA, microRNA) en ribosoomdelen. Deze moleculen verlaten de celkern via kernporiën. 
Een van de belangrijkste exportines in eukaryoten is exportine-5 of XPO5. Dit eiwit transporteert pre-microRNA naar het cytoplasma, waar het interacties aangaat met het enzym Dicer. Eenmaal in het cytoplasma kan het microRNA (ook bekend als miRNA) de translatie van mRNA reguleren. miRNA is een prominent onderzoeksonderwerp dat in de belangstelling is gekomen als een geneesmiddel.
Een ander exportine is exportine-1 of XPO1, dat betrokken is bij het vervoer van ribosomaal RNA, small nuclear RNA en in enkele gevallen mRNA. Selinexor is een remmer van kerntransport door binding van exportine-1, en wordt gebruikt in behandeling tegen kanker.